# Балуев, Михаил Трофимович
Михаил Трофимович Балуев (22 мая 1929 — 27 апреля 2000) — передовик советского железнодорожного транспорта, машинист электровоза локомотивного депо Пермь Свердловской железной дороги, Пермская область, Герой Социалистического Труда (1966).

## Биография
Родился 22 мая 1929 года в деревне Егоршата Оханского уезда Пермской губернии, ныне – Верещагинского района Пермского края в русской крестьянской семье. Во время Великой Отечественной войны, в возрасте пятнадцати лет, был зачислен в Соловецкую школу юнг III выпуска. С весны 1945 года служил мотористом торпедного катера на Северном флоте. Участник Великой Отечественной войны. В 1948 году уволен с военной службы.
Демобилизовавшись в 1948 году стал работать на железнодорожном транспорте. Сначала работал кочегаром паровозного депо на станции Верещагино. Завершив обучение в дорожно-технической школе, перешёл на работу машинистом паровоза локомотивного депо станции Пермь-II Свердловской железной дороги. Окончив трёхгодичную школу машинистов электровоза в Перми, приступил к работе на электровозе в своём же депо.
Проявил инициативу и укрепил трудовую связь между локомотивными бригадами и ремонтниками. Без отрыва от производства завершил обучение в Уральском электромеханическом институте инженеров железнодорожного транспорта.
Указом Президиума Верховного Совета СССР от 4 августа 1966 года за выдающиеся успехи, достигнутые в выполнении заданий семилетнего плана перевозок, развитии и технической реконструкции железных дорог Михаилу Трофимовичу Балуеву присвоено звание Героя Социалистического Труда с вручением ордена Ленина и золотой медали «Серп и Молот».
Продолжал работать на железной дороге. В 1973 году стал главным инженером депо, а в 1978 году был назначен на должность заместителя начальника Пермского локомотивного депо по пассажирским перевозкам. В 1984 году вышел на заслуженный отдых.
Проживал в городе Перми. Умер 27 апреля 2000 года.

## Награды
За трудовые и боевые успехи удостоен:
- золотая звезда «Серп и Молот» (04.08.1966)
- орден Ленина (04.08.1966)
- Орден Отечественной войны II степени
- Медаль Ушакова (СССР)
- Медаль «В ознаменование 100-летия со дня рождения Владимира Ильича Ленина»
- другие медали.

## Память
- На здании локомотивного депо Пермь-II установлена мемориальная доска в память о Герое.